# Тешановци
Тешановци (словен. Tešanovci, мађ. Mezővár) су насељено место у општини Моравске Топлице, Помурска регија, Словенија.

## Историја
До територијалне реорганизације у Словенији били су у саставу старе општине Мурска Собота.

## Становништво
У попису становништва из 2011. године, Тешановци су имали 371 становника.
| Број становника према пописима | Број становника према пописима | Број становника према пописима |
| ------------------------------ | ------------------------------ | ------------------------------ |
| 1991                           | 2002                           | 2011                           |
| 416                            | 375                            | 371                            |

Напомена: Године 1989. умањено за део насеља који је припојен насељу Сухи Врх.